# Charleston, Virginia de Vest
Charleston este capitala statului Virginia de Vest din Statele Unite ale Americii și totodată sediul comitatului Kanawha.

## Clima
| Date climatice pentru Charleston, West Virginia (Yeager Airport), normale 1981–2010 | Date climatice pentru Charleston, West Virginia (Yeager Airport), normale 1981–2010 | Date climatice pentru Charleston, West Virginia (Yeager Airport), normale 1981–2010 | Date climatice pentru Charleston, West Virginia (Yeager Airport), normale 1981–2010 | Date climatice pentru Charleston, West Virginia (Yeager Airport), normale 1981–2010 | Date climatice pentru Charleston, West Virginia (Yeager Airport), normale 1981–2010 | Date climatice pentru Charleston, West Virginia (Yeager Airport), normale 1981–2010 | Date climatice pentru Charleston, West Virginia (Yeager Airport), normale 1981–2010 | Date climatice pentru Charleston, West Virginia (Yeager Airport), normale 1981–2010 | Date climatice pentru Charleston, West Virginia (Yeager Airport), normale 1981–2010 | Date climatice pentru Charleston, West Virginia (Yeager Airport), normale 1981–2010 | Date climatice pentru Charleston, West Virginia (Yeager Airport), normale 1981–2010 | Date climatice pentru Charleston, West Virginia (Yeager Airport), normale 1981–2010 | Date climatice pentru Charleston, West Virginia (Yeager Airport), normale 1981–2010 |
| Luna                                                                                | Ian                                                                                 | Feb                                                                                 | Mar                                                                                 | Apr                                                                                 | Mai                                                                                 | Iun                                                                                 | Iul                                                                                 | Aug                                                                                 | Sep                                                                                 | Oct                                                                                 | Nov                                                                                 | Dec                                                                                 | Anual                                                                               |
| ----------------------------------------------------------------------------------- | ----------------------------------------------------------------------------------- | ----------------------------------------------------------------------------------- | ----------------------------------------------------------------------------------- | ----------------------------------------------------------------------------------- | ----------------------------------------------------------------------------------- | ----------------------------------------------------------------------------------- | ----------------------------------------------------------------------------------- | ----------------------------------------------------------------------------------- | ----------------------------------------------------------------------------------- | ----------------------------------------------------------------------------------- | ----------------------------------------------------------------------------------- | ----------------------------------------------------------------------------------- | ----------------------------------------------------------------------------------- |
| Maxima istorică °F (°C)                                                             | 81 (27)                                                                             | 80 (27)                                                                             | 92 (33)                                                                             | 96 (36)                                                                             | 98 (37)                                                                             | 105 (41)                                                                            | 108 (42)                                                                            | 108 (42)                                                                            | 104 (40)                                                                            | 96 (36)                                                                             | 87 (31)                                                                             | 80 (27)                                                                             | 108 (42)                                                                            |
| Maxima medie °F (°C)                                                                | 42.5 (5,8)                                                                          | 46.6 (8,1)                                                                          | 56.2 (13,4)                                                                         | 67.7 (19,8)                                                                         | 74.8 (23,8)                                                                         | 82.2 (27,9)                                                                         | 85.2 (29,6)                                                                         | 84.2 (29)                                                                           | 77.8 (25,4)                                                                         | 67.7 (19,8)                                                                         | 57.0 (13,9)                                                                         | 45.6 (7,6)                                                                          | 65,6 (18,7)                                                                         |
| Minima medie °F (°C)                                                                | 26.3 (−3.2)                                                                         | 28.7 (−1.8)                                                                         | 35.4 (1,9)                                                                          | 44.5 (6,9)                                                                          | 52.7 (11,5)                                                                         | 61.6 (16,4)                                                                         | 65.7 (18,7)                                                                         | 64.5 (18,1)                                                                         | 56.9 (13,8)                                                                         | 45.4 (7,4)                                                                          | 36.9 (2,7)                                                                          | 29.2 (−1.6)                                                                         | 45,7 (7,6)                                                                          |
| Minima istorică °F (°C)                                                             | −16 (−27)                                                                           | −12 (−24)                                                                           | −5 (−21)                                                                            | 18 (−8)                                                                             | 26 (−3)                                                                             | 33 (1)                                                                              | 46 (8)                                                                              | 41 (5)                                                                              | 32 (0)                                                                              | 17 (−8)                                                                             | 6 (−14)                                                                             | −17 (−27)                                                                           | −17 (−27)                                                                           |
| Precipitații inches (mm)                                                            | 3.00 (76.2)                                                                         | 3.18 (80.8)                                                                         | 3.90 (99.1)                                                                         | 3.23 (82)                                                                           | 4.80 (121.9)                                                                        | 4.28 (108.7)                                                                        | 4.94 (125.5)                                                                        | 3.74 (95)                                                                           | 3.25 (82.6)                                                                         | 2.68 (68.1)                                                                         | 3.73 (94.7)                                                                         | 3.26 (82.8)                                                                         | 43,99 (1.117,3)                                                                     |
| Zăpadă inches (cm)                                                                  | 11.5 (29.2)                                                                         | 9.6 (24.4)                                                                          | 5.6 (14.2)                                                                          | 1.5 (3.8)                                                                           | 0 (0)                                                                               | 0 (0)                                                                               | 0 (0)                                                                               | 0 (0)                                                                               | 0 (0)                                                                               | .1 (0.3)                                                                            | 1.3 (3.3)                                                                           | 6.7 (17)                                                                            | 36,3 (92,2)                                                                         |
| Nr. de zile cu precipitații (≥ 0.01 in)                                             | 15.0                                                                                | 13.4                                                                                | 14.4                                                                                | 13.6                                                                                | 14.1                                                                                | 12.7                                                                                | 12.1                                                                                | 10.3                                                                                | 9.3                                                                                 | 9.7                                                                                 | 11.7                                                                                | 14.4                                                                                | 150,8                                                                               |
| Nr. mediu de zile cu ninsoare (≥ 0.1 in)                                            | 8.5                                                                                 | 6.7                                                                                 | 3.5                                                                                 | .8                                                                                  | 0                                                                                   | 0                                                                                   | 0                                                                                   | 0                                                                                   | 0                                                                                   | 0                                                                                   | 1.5                                                                                 | 5.4                                                                                 | 26,5                                                                                |
| Sursă: NOAA (extreme 1892−prezent), Weather.com                                     |                                                                                     |                                                                                     |                                                                                     |                                                                                     |                                                                                     |                                                                                     |                                                                                     |                                                                                     |                                                                                     |                                                                                     |                                                                                     |                                                                                     |                                                                                     |